# Gusttavo Lima

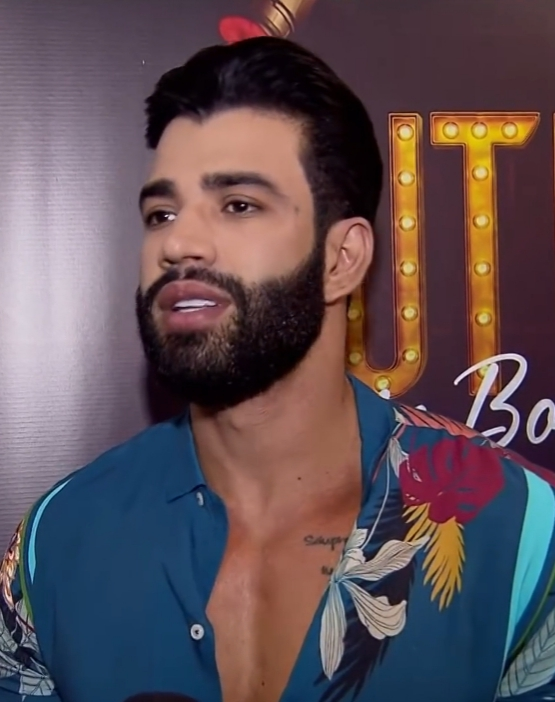
Gusttavo Lima (2021)

Gusttavo Lima (* 3. September 1989 in Presidente Olegário, Minas Gerais; eigentlich Nivaldo Batista Lima) ist ein brasilianischer Sertanejo-Musiker.

## Biografie
Lima wurde am 3. September 1989 in Minas Gerais (Brasilien) geboren und wuchs in Goiás auf. Mit neun Jahren hatte er seinen ersten Soloauftritt im Schulchor. Zwölf Jahre später kam er zu seinem ersten Plattenvertrag und veröffentlichte auch gleich sein Debütalbum Inventor Dos Amores. Das Album und der Titelsong waren 2010 Achtungserfolge in Brasilien und mit den Songs Cor De Ouro und Balada (Tchê tcherere tchê tchê) festigte er seinen Erfolg. Es folgte im Jahr darauf die Live-DVD Gusttavo Lima E Você.
Nachdem sich Ende 2011 der Erfolg von Michel Telós Lied Ai Se Eu Te Pego! in Europa abzeichnete, beschloss man auch eine Vermarktung im Ausland. Anfang 2012 absolvierte der Brasilianer mehrere Auftritte in den Vereinigten Staaten. In Europa erschien Balada im Frühjahr. Wie bei Telós Hit wurde auch zu Limas Lied eine Tanzchoreografie entworfen und der international bekannte Fußballspieler Neymar, der Teló den Weg nach Europa geebnet hatte, trat zusammen mit Lima auf. In den Niederlanden und in Belgien konnte sich Balada zuerst in den Charts platzieren. Ende April 2012 erreichte das Lied Platz 1 in den belgischen und im Mai in den niederländischen Charts. Etwa zur gleichen Zeit hatte Lima mit 60 Segundos seinen ersten Nummer-eins-Hit in den brasilianischen Radiocharts (Hot 100 Brasil).
Anfang Mai 2012 beschloss der Geburtsort Presidente Olegário die Errichtung einer lebensgroßen Statue in der 18.500 Einwohner zählenden Gemeinde.

## Diskografie

### Studioalben
| Jahr | Titel                           | Höchstplatzierung, Gesamtwochen, AuszeichnungChartplatzierungen (Jahr, Titel, Platzierungen, Wochen, Auszeichnungen, Anmerkungen) | Höchstplatzierung, Gesamtwochen, AuszeichnungChartplatzierungen (Jahr, Titel, Platzierungen, Wochen, Auszeichnungen, Anmerkungen) | Höchstplatzierung, Gesamtwochen, AuszeichnungChartplatzierungen (Jahr, Titel, Platzierungen, Wochen, Auszeichnungen, Anmerkungen) | Höchstplatzierung, Gesamtwochen, AuszeichnungChartplatzierungen (Jahr, Titel, Platzierungen, Wochen, Auszeichnungen, Anmerkungen) | Höchstplatzierung, Gesamtwochen, AuszeichnungChartplatzierungen (Jahr, Titel, Platzierungen, Wochen, Auszeichnungen, Anmerkungen) | Anmerkungen                            |
| Jahr | Titel                           | BR | PT | DE | AT | CH | Anmerkungen                            |
| ---- | ------------------------------- | --- | --- | --- | --- | --- | -------------------------------------- |
| 2009 | Revelação                       | — | — | — | — | — | Erstveröffentlichung: 2009             |
| 2014 | Do Outro Lado da Moeda          | BR— PlatinBR | — | — | — | — | Erstveröffentlichung: 25. Februar 2014 |
| 2015 | Buteco do Gusttavo Lima         | BR— PlatinBR | PT25 (2 Wo.)PT | — | — | — | Erstveröffentlichung: 17. Juli 2015    |
| 2017 | Buteco do Gusttavo Lima, Vol. 2 | BR— ×2DoppelplatinBR | — | — | — | — | Erstveröffentlichung: 1. Dezember 2017 |

### Livealben
| Jahr | Titel                      | Höchstplatzierung, Gesamtwochen, AuszeichnungChartplatzierungen (Jahr, Titel, Platzierungen, Wochen, Auszeichnungen, Anmerkungen) | Höchstplatzierung, Gesamtwochen, AuszeichnungChartplatzierungen (Jahr, Titel, Platzierungen, Wochen, Auszeichnungen, Anmerkungen) | Höchstplatzierung, Gesamtwochen, AuszeichnungChartplatzierungen (Jahr, Titel, Platzierungen, Wochen, Auszeichnungen, Anmerkungen) | Höchstplatzierung, Gesamtwochen, AuszeichnungChartplatzierungen (Jahr, Titel, Platzierungen, Wochen, Auszeichnungen, Anmerkungen) | Höchstplatzierung, Gesamtwochen, AuszeichnungChartplatzierungen (Jahr, Titel, Platzierungen, Wochen, Auszeichnungen, Anmerkungen) | Anmerkungen                              |
| Jahr | Titel                      | BR | PT | DE | AT | CH | Anmerkungen                              |
| ---- | -------------------------- | --- | --- | --- | --- | --- | ---------------------------------------- |
| 2012 | E você                     | BR— ×2DoppelplatinBR | PT19 (6 Wo.)PT | DE36 (5 Wo.)DE | AT18 (12 Wo.)AT | CH6 (14 Wo.)CH | Erstveröffentlichung: 20. September 2011 |
| 2012 | Ao vivo em São Paulo       | BR— PlatinBR | PT22 (3 Wo.)PT | — | — | — | Erstveröffentlichung: 20. November 2012  |
| 2024 | Paraíso particular Vol. 01 | — | PT124 (6 Wo.)PT | — | — | — | Erstveröffentlichung: 22. Februar 2024   |

grau schraffiert: keine Chartdaten aus diesem Jahr verfügbar
Weitere Livealben
- 2010: Inventor dos Amores (BR: Platin)
- 2016: 50/50 (BR: ×2Doppelplatin )
- 2018: O Embaixador (BR: Platin)
- 2019: O Embaixador in Cariri (BR: Diamant)
- 2021: O Embaixador: The Legacy (BR: ×2Doppelplatin )
- 2021: Buteco in Boston (Ao Vivo)
- 2022: Buteco Goiânia (Ao Vivo)
- 2024: Embaixador Acústico (Ao Vivo)

### Kompilationen
- 2023: Gusttavo Lima 2023 – As Mais Tocadas
- 2023: Embaixador – 15 Anos (Ao Vivo)

### EPs
- 2012: Gusttavo Lima – EP (Ao Vivo)
- 2019: O Embaixador in Cariri – Vol. 1 (Ao Vivo) (BR: ×3Dreifachplatin )
- 2019: O Embaixador in Cariri – Vol. 2 (Ao Vivo)
- 2021: Falando de Amor, Vol. 1
- 2023: Paraíso Particular Vol. 1
- 2023: Paraíso Particular Vol. 2

### Singles
| Jahr | Titel Album                                             | Höchstplatzierung, Gesamtwochen/‑monate, AuszeichnungChartplatzierungen (Jahr, Titel, Album, Platzierungen, Wochen/Monate, Auszeichnungen, Anmerkungen) | Höchstplatzierung, Gesamtwochen/‑monate, AuszeichnungChartplatzierungen (Jahr, Titel, Album, Platzierungen, Wochen/Monate, Auszeichnungen, Anmerkungen) | Höchstplatzierung, Gesamtwochen/‑monate, AuszeichnungChartplatzierungen (Jahr, Titel, Album, Platzierungen, Wochen/Monate, Auszeichnungen, Anmerkungen) | Höchstplatzierung, Gesamtwochen/‑monate, AuszeichnungChartplatzierungen (Jahr, Titel, Album, Platzierungen, Wochen/Monate, Auszeichnungen, Anmerkungen) | Höchstplatzierung, Gesamtwochen/‑monate, AuszeichnungChartplatzierungen (Jahr, Titel, Album, Platzierungen, Wochen/Monate, Auszeichnungen, Anmerkungen) | Anmerkungen                                                   |
| Jahr | Titel Album                                             | BR | PT | DE | AT | CH | Anmerkungen                                                   |
| --- | ------------------------------------------------------- | --- | --- | --- | --- | --- | ------------------------------------------------------------- |
| 2012 | Balada (Tchê tcherere tchê tchê) E você                 | BR— GoldBR | — | DE3 ×3Dreifachgold · (29 Wo.)DE | AT2 Platin · (21 Wo.)AT | CH1 ×2Doppelplatin · (27 Wo.)CH | Erstveröffentlichung: 4. Mai 2012                             |
| 2017 | Eu Vou Te Buscar (Cha La La La La) O Embaixador         | BR32 ×3Dreifachplatin · (4 Mt.)BR | — | — | — | — | Erstveröffentlichung: 1. September 2017 feat. Hungria Hip Hop |
| 2018 | Mundo de Ilusões (Ao Vivo) O Embaixador                 | BR22 Diamant · (8 Mt.)BR | — | — | — | — | Erstveröffentlichung: 11. Mai 2018                            |
| 2018 | Zé da Recaída O Embaixador                              | BR11 Diamant · (8 Mt.)BR | — | — | — | — | Erstveröffentlichung: 10. August 2018                         |
| 2019 | Milu –                                                  | BR9 (4 Mt.)BR | — | — | — | — | Erstveröffentlichung: 27. Juni 2019                           |
| 2019 | Algo Mais (Amante) Errejota (Ao Vivo)                   | BR19 (6 Mt.)BR | — | — | — | — | Erstveröffentlichung: 12. Juli 2019 mit Xand Avião            |
| 2019 | Quem Traiu Levou (Ao Vivo) O Embaixador in Cariri       | BR16 (8 Mt.)BR | — | — | — | — | Erstveröffentlichung: 12. September 2019                      |
| 2019 | Perrengue (Ao Vivo) O Embaixador in Cariri              | BR41 (3 Mt.)BR | — | — | — | — | Erstveröffentlichung: 4. Oktober 2019                         |
| 2019 | Carreira Solo (Ao Vivo) O Embaixador in Cariri          | BR20 (7 Mt.)BR | — | — | — | — | Erstveröffentlichung: 31. Oktober 2019                        |
| 2020 | Saudade Sua –                                           | BR8 (5 Mt.)BR | — | — | — | — | Erstveröffentlichung: 14. Mai 2020                            |
| 2020 | De Menina pra Mulher O Embaixador: The Legacy           | BR5 Diamant · (5 Mt.)BR | — | — | — | — | Erstveröffentlichung: 18. September 2020                      |
| 2020 | Café e Amor (Ao Vivo) O Embaixador: The Legacy          | BR40 (2 Mt.)BR | — | — | — | — | Erstveröffentlichung: 9. Oktober 2020                         |
| 2020 | Ele Não Tem (Roxinho) –                                 | BR29 (5 Mt.)BR | — | — | — | — | Erstveröffentlichung: 16. Oktober 2020 mit Jonas Esticado     |
| 2020 | Espetinho (Ao Vivo) O Embaixador: The Legacy            | BR22 (4 Mt.)BR | — | — | — | — | Erstveröffentlichung: 20. November 2020                       |
| 2021 | Ficha limpa Falando de Amor, Vol. 1                     | BR3 ×3Dreifachdiamant · (6 Mt.)BR | PT98 (14 Wo.)PT | — | — | — | Erstveröffentlichung: 10. Juni 2021                           |
| 2021 | Nota de Repúdio (Ao Vivo) Buteco in Boston (Ao Vivo)    | BR3 (8 Mt.)BR | PT162 (5 Wo.)PT | — | — | — | Erstveröffentlichung: 3. September 2021                       |
| 2021 | Bloqueado (Ao Vivo) Buteco in Boston (Ao Vivo)          | BR3 ×3Dreifachdiamant · (10 Mt.)BR | PT63 Gold · (24 Wo.)PT | — | — | — | Erstveröffentlichung: 25. November 2021                       |
| 2022 | Termina Comigo Antes –                                  | BR2 ×3Dreifachdiamant · (9 Mt.)BR | PT133 (10 Wo.)PT | — | — | — | Erstveröffentlichung: 31. März 2022                           |
| 2022 | Não Pega Ninguém Ainda (Ao Vivo) –                      | BR25 (2 Mt.)BR | — | — | — | — | Erstveröffentlichung: 30. Juni 2022                           |
| 2022 | Fala Mal de Mim (Ao Vivo) –                             | BR4 (7 Mt.)BR | PT192 (1 Wo.)PT | — | — | — | Erstveröffentlichung: 7. Juli 2022                            |
| 2022 | Cavalo De Pau –                                         | BR50 (1 Mt.)BR | — | — | — | — | Erstveröffentlichung: 9. September 2022 mit Bruno & Denner    |
| 2023 | Saudade Da Minha Vida (Ao Vivo) –                       | BR14 (6 Mt.)BR | — | — | — | — | Erstveröffentlichung: 26. Januar 2023                         |
| 2023 | Desejo Imortal (It Must Have Been Love) –               | BR15 (4 Mt.)BR | — | — | — | — | Erstveröffentlichung: 13. April 2023                          |
| 2023 | Mala Dos Porta-Mala (Ao Vivo) Paraíso Particular Vol. 1 | BR7 (7 Mt.)BR | — | — | — | — | Erstveröffentlichung: 8. Juli 2023                            |
| 2023 | Oi Vida (Ao Vivo) Paraíso Particular Vol. 1             | BR26 (4 Mt.)BR | — | — | — | — | Erstveröffentlichung: 8. Juli 2023                            |
| 2023 | Oficializar (Ao Vivo) Paraíso Particular Vol. 2         | BR49 (1 Mt.)BR | — | — | — | — | Erstveröffentlichung: 10. Juli 2023                           |
| 2023 | Canudinho (Ao Vivo) Paraíso Particular Vol. 2           | BR1 (9 Mt.)BR | PT113 Gold · (24 Wo.)PT | — | — | — | Erstveröffentlichung: 30. August 2023                         |
| 2023 | Torce O Olho (Ao Vivo) Paraíso Particular Vol. 1        | BR26 (3 Mt.)BR | — | — | — | — | Erstveröffentlichung: 16. November 2023 mit Hugo & Guilherme  |
| 2024 | 30 Cadeados (Ao Vivo) Paraíso Particular Vol. 1         | BR43 (1 Mt.)BR | — | — | — | — | Erstveröffentlichung: 24. Januar 2024                         |
| 2024 | Equivocada (Ao Vivo) –                                  | BR40 (1 Mt.)BR | — | — | — | — | Erstveröffentlichung: 21. März 2024 mit Traia Véia            |
| 2024 | Morar Nesse Motel Embaixador Acústico (Ao Vivo)         | BR6 (4 Mt.)BR | PT108 (1 Wo.)PT | — | — | — | Erstveröffentlichung: 27. Juni 2024                           |
| 2025 | Proibido Terminar (Ao Vivo) –                           | BR28 (3 Mt.)BR | — | — | — | — | Erstveröffentlichung: 6. Februar 2025                         |
| 2025 | Sofrimento Simultâneo (Ao Vivo) –                       | BR40 (3 Mt.)BR | — | — | — | — | Erstveröffentlichung: 27. März 2025                           |
| Folgende Lieder erschienen nicht als Single, wurden aber durch das Album zum Download und Streaming bereitgestellt und konnten somit eine Platzierung erlangen: |                                                         | | | | | |                                                               |
| |                                                         | | | | | |                                                               |
| 2017 | Apelido Carinhoso Buteco do Gusttavo Lima, Vol. 2       | BR4 ×3Dreifachdiamant · (9 Mt.)BR | — | — | — | — |                                                               |
| 2018 | Cem Mil (Ao Vivo) O Embaixador                          | BR2 ×3Dreifachdiamant · (7 Mt.)BR | — | — | — | — |                                                               |
| 2019 | A Gente Fez Amor O Embaixador in Cariri                 | BR1 ×3Dreifachdiamant · (12 Mt.)BR | PT— GoldPT | — | — | — |                                                               |
| 2021 | Fala Comigo (Ao Vivo) O Embaixador: The Legacy          | BR26 (3 Mt.)BR | — | — | — | — |                                                               |
| 2021 | Não Me Arranha (Ao Vivo) Buteco in Boston (Ao Vivo)     | BR34 (1 Mt.)BR | — | — | — | — |                                                               |
| 2022 | Ex dos Meus Sonhos (Ao Vivo) Buteco Goiânia (Ao Vivo)   | BR10 (4 Mt.)BR | — | — | — | — |                                                               |
| 2022 | Cara da Derrota (Ao Vivo) Buteco Goiânia (Ao Vivo)      | BR40 (2 Mt.)BR | — | — | — | — |                                                               |
| 2024 | A Noite (La Notte) Embaixador Acústico (Ao Vivo)        | BR9 (5 Mt.)BR | — | — | — | — |                                                               |

grau schraffiert: keine Chartdaten aus diesem Jahr verfügbar
Weitere Singles
- 2012: Fazer Beber
- 2013: Diz Pra Mim
- 2013: Fui Fiel
- 2014: Tô Solto na Night, tô
- 2014: Se É Pra Beber Eu Bebo
- 2015: Você Não Me Conhece
- 2015: Não Paro De Beber
- 2016: Que Pena Que Acabou
- 2016: Homem de Família
- 2016: Abre o Portão Que eu cheguei
- 2016: 50/50
- 2019: Online
- 2022: Tesão Da Madrugada (mit George Henrique & Rodrigo)

### Gastbeiträge
| Jahr | Titel Album                                       | Höchstplatzierung, Gesamtwochen/‑monate, AuszeichnungChartplatzierungen (Jahr, Titel, Album, Platzierungen, Wochen/Monate, Auszeichnungen, Anmerkungen) | Höchstplatzierung, Gesamtwochen/‑monate, AuszeichnungChartplatzierungen (Jahr, Titel, Album, Platzierungen, Wochen/Monate, Auszeichnungen, Anmerkungen) | Höchstplatzierung, Gesamtwochen/‑monate, AuszeichnungChartplatzierungen (Jahr, Titel, Album, Platzierungen, Wochen/Monate, Auszeichnungen, Anmerkungen) | Höchstplatzierung, Gesamtwochen/‑monate, AuszeichnungChartplatzierungen (Jahr, Titel, Album, Platzierungen, Wochen/Monate, Auszeichnungen, Anmerkungen) | Höchstplatzierung, Gesamtwochen/‑monate, AuszeichnungChartplatzierungen (Jahr, Titel, Album, Platzierungen, Wochen/Monate, Auszeichnungen, Anmerkungen) | Anmerkungen                                                           |
| Jahr | Titel Album                                       | BR | PT | DE | AT | CH | Anmerkungen                                                           |
| --- | ------------------------------------------------- | --- | --- | --- | --- | --- | --------------------------------------------------------------------- |
| 2019 | Dá preferência pra mim –                          | BR41 (1 Mt.)BR | — | — | — | — | Erstveröffentlichung: 26. April 2019 Thiago Brava feat. Gusttavo Lima |
| 2019 | Salvou meu dia –                                  | — | PT37 Gold · (20 Wo.)PT | — | — | — | Erstveröffentlichung: 30. April 2019 MC Kevinho feat. Gusttavo Lima   |
| 2019 | Tiro Certo (Ao Vivo) Zé Felipe Ao Vivo em Goiânia | BR24 (6 Mt.)BR | — | — | — | — | Erstveröffentlichung: 12. Juni 2019 Zé Felipe feat. Gusttavo Lima     |
| Folgende Lieder erschienen nicht als Single, wurden aber durch das Album zum Download und Streaming bereitgestellt und konnten somit eine Platzierung erlangen: |                                                   | | | | | |                                                                       |
| |                                                   | | | | | |                                                                       |
| 2022 | Cheiro De Balada (Ao Vivo) Próximo Passo          | BR15 (4 Mt.)BR | — | — | — | — | Hugo & Guilherme feat. Gusttavo Lima                                  |

Weitere Gastbeiträge
- 2017: Faixa 3 (Bruninho & Davi feat. Gusttavo Lima)

## Auszeichnungen für Musikverkäufe
| Goldene Schallplatte - Brasilien - 2020: für die Single Fui Fiel - 2020: für die Single Jejum de Amor - 2020: für die Single Por um Gole a Mais - 2020: für die Single Que Pena Que Acabou - 2020: für die Single Tá Faltando Eu - 2020: für die Single 50/50 - 2022: für die Single Bebé (Remix) - Frankreich - 2012: für das Album E você - Mexiko - 2013: für die Single Balada (Tchê tcherere tchê tchê) - Polen - 2012: für das Album E você Platin-Schallplatte - Belgien - 2012: für die Single Balada (Tchê tcherere tchê tchê) - Brasilien - 2019: für die Single Na Hora de Amar - 2019: für die Single Mil Vezes Cantarei - 2020: für die Single Por Covardia Minha - 2020: für die Single O Resto É Resto - 2020: für die Single Expectativa - 2020: für die Single DNA - 2020: für die Single Conta Gotas - 2020: für die Single Abre o Portão Que Eu Cheguei - 2021: für die Single Faixa 3 - Niederlande - 2012: für die Single Balada (Tchê tcherere tchê tchê) | 2× Platin-Schallplatte - Brasilien - 2020: für die Single Na Hora de Amar - 2020: für die Single Final do Fim - 2020: für die Single 10 Anos 3× Platin-Schallplatte - Brasilien - 2020: für die Single Tudo Que Vai um Dia Volta - 2020: für die Single Carrinho na Areia 5× Platin-Schallplatte - Italien - 2012: für die Single Balada (Tchê tcherere tchê tchê) Diamantene Schallplatte - Brasilien - 2020: für die Single Sujeito - 2020: für die Single Respeita o Nosso Fim - 2020: für die Single Eu Não Iria - 2023: für die Single Tesão Da Madrugada |

Anmerkung: Auszeichnungen in Ländern aus den Charttabellen bzw. Chartboxen sind in ebendiesen zu finden.
| Land/RegionAuszeichnungen für Musikverkäufe (Land/Region, Auszeichnungen, Verkäufe, Quellen) | Gold       | Platin       | Diamant       | Verkäufe   | Quellen             |
| -------------------------------------------------------------------------------------------- | ---------- | ------------ | ------------- | ---------- | ------------------- |
| Belgien (BRMA)                                                                               | —          | Platin1      | —             | 30.000     | ultratop.be         |
| Brasilien (PMB)                                                                              | 8× Gold8   | 40× Platin40 | 26× Diamant26 | 11.300.000 | pro-musicabr.org.br |
| Deutschland (BVMI)                                                                           | Gold1      | Platin1      | —             | 450.000    | musikindustrie.de   |
| Frankreich (SNEP)                                                                            | Gold1      | —            | —             | 50.000     | infodisc.fr         |
| Italien (FIMI)                                                                               | —          | 5× Platin5   | —             | 150.000    | fimi.it             |
| Mexiko (AMPROFON)                                                                            | Gold1      | —            | —             | 30.000     | amprofon.com.mx     |
| Niederlande (NVPI)                                                                           | —          | Platin1      | —             | 20.000     | nvpi.nl             |
| Österreich (IFPI)                                                                            | —          | Platin1      | —             | 30.000     | ifpi.at             |
| Polen (ZPAV)                                                                                 | Gold1      | —            | —             | 10.000     | olis.pl             |
| Portugal (AFP)                                                                               | 4× Gold4   | —            | —             | 20.000     | Einzelnachweise     |
| Schweiz (IFPI)                                                                               | —          | 2× Platin2   | —             | 60.000     | hitparade.ch        |
| Insgesamt                                                                                    | 16× Gold16 | 51× Platin51 | 26× Diamant26 |            |                     |